# Франсіску Сантуш (португальський плавець)
Франсіску Сантуш (порт. Francisco Santos, 5 вересня 1998) — португальський плавець.
Учасник Олімпійських Ігор 2020 року, де в попередніх запливах на дистанціях 100 і 200 метрів на спині посів 28-ме і 22-ге місця й не потрапив до півфіналів.